# Le eroiche disavventure di Topicco Terribilis Totanus III
Le eroiche disavventure di Topicco Terribilis Totanus III (How to Train Your Dragon) è una serie di dodici libri per ragazzi scritti dall'autrice britannica Cressida Cowell. I libri sono ambientati in un mondo dei Vichinghi immaginario e si concentrano sulle esperienze del protagonista Hiccup (Topicco) mentre supera grandi ostacoli nel suo viaggio per diventare un vero eroe vichingo, la via è difficile. I libri sono stati pubblicati da Hodder Children's Books nel Regno Unito e da Little, Brown and Company negli Stati Uniti. Il primo libro è stato pubblicato nel 2003 e l'ultimo nel 2015. A partire dal 2015, la serie ha venduto oltre sette milioni di copie in tutto il mondo.
I libri sono stati successivamente trasformati in un franchise dalla DreamWorks Animation con tre lungometraggi, tre cortometraggi e una serie televisiva.
In Italia, i primi quattro libri vengono pubblicati da Mondadori a partire dal 29 maggio 2009. Per poi essere ripubblicati in una nuova edizione, a partire dal primo libro, da Rizzoli a partire dal 17 aprile 2018.

## Libri
La Cowell ha pubblicato dodici romanzi completi, basati sulle avventure di Hiccup. Il primo libro è stato pubblicato nel 2003 e l'ultimo nel 2015. Tutti i libri hanno titoli basati su una guida di istruzioni:

### Serie principale
1. Come addestrare un drago (How to Train Your Dragon, 2003)
2. Come diventare un pirata (How to Be A Pirate, 2004)
3. Come fuggire con un drago o Come parlare il dragonese (How to Speak Dragonese, 2005)
4. Come sconfiggere la maledizione di un drago (How to Cheat A Dragon's Curse, 2006)
5. How to Twist A Dragon's Tale (2007)
6. A Hero's Guide to Deadly Dragons (2008)
7. How to Ride A Dragon's Storm (2009)
8. How to Break A Dragon's Heart (2010)
9. How to Steal A Dragon's Sword (2011)
10. How to Seize A Dragon's Jewel (2012)
11. How to Betray A Dragon's Hero (2013)
12. How to Fight a Dragon's Fury (2015)

### Libri correlati
1. How To Train Your Viking, by Toothless the Dragon (2006)
2. The Day of the Dreader (2012)
3. The Incomplete Book of Dragons: A Guide to Dragon Species (2014, Regno Unito) / The Complete Book of Dragons: A Guide to Dragon Species (2014, Stati Uniti)

### Libri correlati illustrati
1. Hiccup – The Seasick Viking (2000) / Hiccup: The Viking Who Was Seasick (2001)

La Cowell ha pubblicato delle storie complementari che fungono da spin-off della serie: il racconto "The Day of the Dreader" pubblicato nel 2012 e il romanzo "How To Train Your Viking" è stato pubblicato nel 2006 come parte della Giornata mondiale del libro e del diritto d'autore e viene rivendicato a essere scritto dal drago Sdentato e tradotto dalla Cowell. Entrambi questi titoli sono stati pubblicati negli Stati Uniti nel maggio 2014 in edizione speciale intitolata "How to Train Your Dragon: With Brand New Short Stories!" in edizione limitata. Un libro illustrato, "Hiccup – The Seasick Viking" venne pubblicato nel 2000, non è considerato parte della serie nonostante presenti lo stesso personaggio di Hiccup. Una guida illustrativa al mondo dei draghi, intitolata "The Incomplete Book of Dragons", è stata pubblicata nel giugno 2014 (negli Stati Uniti è intitolata "The Complete Book of Dragons").
La Cowell cita le isole scozzesi delle Ebridi interne e tutti i libri sono ispirati alle storie e alle leggende della Scozia scandinava.